# La Hoguette
La Hoguette é uma comuna francesa na região administrativa da Normandia, no departamento Calvados. Estende-se por uma área de 24,18 km². Em 2010 a comuna tinha 680 habitantes (densidade: 28,1 hab./km²).